# Krokviken
Krokviken är ett fritidshusområde på södra Alnön i Sundsvalls kommun. Från 2015 avgränsar SCB här en småort. Från 2020 räknas den östra delen, Krokviksberget som en separat småort. 